# Kleine Schorfheide
Die Kleine Schorfheide ist ein Naturschutzgebiet von 73,75 km² Fläche im Norden des Landes Brandenburg. Es erstreckt sich über Gebiete der Städte Fürstenberg/Havel und Zehdenick im Landkreis Oberhavel sowie der Städte Lychen und Templin im Landkreis Uckermark. Die aktuelle Schutzverordnung wurde am 21. Juli 2000 erlassen. Das Naturschutzgebiet ist teilweise in das FFH-Gebiet Kleine Schorfheide-Havel einbezogen.
Zweck des vor 1994 eingerichteten Naturschutzgebiets ist unter anderem die Bewahrung großflächiger und bisher nicht bewirtschafteter Flächen der ehemaligen Truppenübungsplätze Tangersdorf und Vogelsang, der sie verbindenden naturnahen Havelniederung sowie des Waldgebiets Himmelpforter Heide. Es umfasst unter anderem die Gewässer Tangersdorfer See, Großer Kramssee, Haussee, Großer Beutelsee, Großer Kuhwallsee und Großer Lankensee.